# Wiosnówka
Wiosnówka (Erophila DC.) – w zależności od ujęcia systematycznego rodzaj roślin z rodziny kapustowatych lub podrodzaj rodzaju głodek Draba subgen. Erophila. Klasyfikacja w obrębie taksonu jest problematyczna, zaliczane tu taksony są bardzo polimorficzne i różnie w różnych ujęciach klasyfikowane. Stąd liczba wyróżnianych gatunków w obrębie rodzaju jest zmienna, od 4 do ok. 10. Tylko w zachodnich Niemczech i Holandii w 2017 roku opisano cztery, a w 2021 dwa kolejne nowe gatunki. Przedstawiciele występują w Europie, Azji i północnej Afryce. W Polsce wyróżniany jest jeden gatunek – wiosnówka pospolita E. verna, ale w randze odmian lub podgatunków odnotowano w Polsce taksony, w innych ujęciach podnoszone do rangi gatunków (Draba praecox, D. spathulata, D. verna, D. majuscula).

## Morfologia
PokrójDrobne rośliny jednoroczne.
LiścieSkupione w rozetę przyziemną. Z włoskami prostymi, rozwidlonymi lub gwiazdkowatymi.
KwiatyDrobne, zebrane w grona. Działki kielicha nierozdęte u nasady i bez wyrostków na szczycie. Płatki korony białe lub różowawe, głęboko wcięte, czasem zredukowane lub brak ich zupełnie. Pręcików 6 lub 4. Zalążnia z 10–60 zalążkami, niemal bez szyjki i z płaskim znamieniem.
OwoceSpłaszczona łuszczynka wąskoeliptyczna, jajowata lub niemal kolista o cienkich klapach. Nasiona drobne, w dwóch rzędach, jajowate lub eliptyczne, spłaszczone.

## Systematyka
Synonimy taksonomiczne
Gansblum Adanson, Paronychia J. Hill
Pozycja systematyczna według APweb (aktualizowany system APG IV z 2016)
Należy do rodziny kapustowatych (Brassicaceae), rzędu kapustowców (Brassicales), kladu różowych (rosids) w obrębie okrytonasiennych (Magnoliophyta).
Pozycja w systemie Reveala (1993–1999)
Gromada okrytonasienne (Magnoliophyta Cronquist), podgromada Magnoliophytina Frohne & U. Jensen ex Reveal, klasa Rosopsida Batsch, podklasa ukęślowe (Dilleniidae Takht. ex Reveal & Tahkt.), nadrząd Capparanae Reveal, rząd kaparowce (Capparales Hutch.), podrząd Capparineae Engl., rodzina kapustowate (Brassicaceae Burnett), rodzaj wiosnówka (Erophila DC.)
Gatunki flory Polski
- wiosnówka pospolita (Erophila verna (L.) Chevall.)

Inne gatunki
- Erophila gilgiana (Muschl.) O.E.Schulz
- Erophila minima C.A.Mey.
- Erophila setulosa Boiss. & Blanche